# Comuna Pâncești, Neamț
Pâncești este o comună în județul Neamț, Moldova, România, formată din satele Ciurea, Holm, Patricheni, Pâncești (reședința) și Tălpălăi.

## Așezare
Comuna se află în extremitatea sud-estică a județului, la limita cu județele Iași și Vaslui, în Podișul Central Moldovenesc, pe cursul superior al râului Bârlad. Este deservită exclusiv de șosele comunale, care o leagă de Dagâța (județul Iași) și de Poienari (pe unde trece DN15D).

## Demografie
Componența etnică a comunei Pâncești
     Români (92,08%)
     Alte etnii (7,92%)
Componența confesională a comunei Pâncești
     Ortodocși (92%)
     Alte religii (0,17%)
     Necunoscută (7,84%)
Conform recensământului efectuat în 2021, populația comunei Pâncești se ridică la 1.212 locuitori, în scădere față de recensământul anterior din 2011, când fuseseră înregistrați 1.350 de locuitori. Majoritatea locuitorilor sunt români (92,08%). Din punct de vedere confesional, majoritatea locuitorilor sunt ortodocși (92%), iar pentru 7,84% nu se cunoaște apartenența confesională.

## Politică și administrație
Comuna Pâncești este administrată de un primar și un consiliu local compus din 9 consilieri. Primarul, Constantin-Augustin Holmanu[*], de la Partidul Social Democrat, este în funcție din 2012. Începând cu alegerile locale din 2024, consiliul local are următoarea componență pe partide politice:
|  | Partid                    | Consilieri | Componența Consiliului | Componența Consiliului | Componența Consiliului | Componența Consiliului | Componența Consiliului | Componența Consiliului |
|  | ------------------------- | ---------- | ---------------------- | ---------------------- | ---------------------- | ---------------------- | ---------------------- | ---------------------- |
|  | Partidul Social Democrat  | 6          |                        |                        |                        |                        |                        |                        |
|  | Uniunea Salvați România   | 2          |                        |                        |                        |                        |                        |                        |
|  | Partidul Național Liberal | 1          |                        |                        |                        |                        |                        |                        |

## Istorie
La sfârșitul secolului al XIX-lea, comuna făcea parte din plasa Siretul de Sus a județului Roman și era formată din satele Bunghi, Pâncești, Patricheni, Poenari, Săcăleni, Tălpălăi și Zimbru, având în total 1963 de locuitori ce trăiau în 500 de case. Existau în comună patru biserici (două de zid și două de lemn) și două școli primare mixte. Anuarul Socec din 1925 o consemnează în aceeași plasă, având 2800 de locuitori în satele Bunghi, Pâncești, Poenari și Tălpălăi și în cătunele Holm, Patricheni și Zimbru. În 1931, comuna și-a schimbat denumirea în Poenari întrucât reședința se mutase în satul Poenari.
În 1950, comuna Poenari a fost transferată raionului Negrești din regiunea Iași. În 1968, ea a revenit la județul Neamț, reînființat. Comuna Pâncești în forma ei actuală s-a separat din comuna Poenari în 2004.

## Monumente istorice
Două obiective din comuna Pâncești sunt incluse în lista monumentelor istorice din județul Neamț ca monumente de interes local. Unul este clasificat ca sit arheologic — aflat „la Saivane” în zona satului Pâncești, unde au fost descoperite o așezare și o necropolă din secolele al II-lea–al III-lea e.n. Celălalt obiectiv este clasificat ca monument de arhitectură: biserica de lemn „Sfinții Voievozi” (1802, cu adăugiri în 1972) din satul Pâncești.